# Timbaland and Magoo: Present
Albums de Timbaland & Magoo
The Best of Timbaland and Magoo
(2004)
Timbaland and Magoo: Present est une compilation de Timbaland & Magoo, sortie le 14 mars 2005.

## Liste des titres
| No  | Titre                                                                                         | Auteur | Durée |
| --- | --------------------------------------------------------------------------------------------- | --- | ----- |
| 1.  | Clock Strikes (featuring Mad Skillz – Produit par Timbaland, Barry Hankerson, Jomo Hankerson) | Timothy Mosley, Melvin Barcliff | 4:51  |
| 2.  | 15 After da Hour (Produit par Timbaland)                                                      | Timothy Mosley, Melvin Barcliff | 4:08  |
| 3.  | Man Undercover (featuring Aaliyah et Missy « Misdemeanor » Elliott – Produit par Timbaland)   | Timothy Mosley, Melvin Barcliff, Missy Elliott | 4:41  |
| 4.  | Joy (featuring Ginuwine et Playa – Produit par Timbaland et Smokey)                           | Timothy Mosley, Melvin Barcliff, Juwan Peacock, Stephen Garrett | 4:55  |
| 5.  | Here We Come (featuring Missy Elliott – Produit par Timbaland)                                | Timothy Mosley, Melvin Barcliff, Missy Elliott, Paul Webster, Robert Harris | 4:21  |
| 6.  | Who Am I (featuring Twista – Produit par Timbaland)                                           | Timothy Mosley, Carl Mitchell | 4:16  |
| 7.  | John Blaze (featuring Aaliyah et Missy Elliott – Produit par Timbaland)                       | Timothy Mosley, Missy Elliott | 4:00  |
| 8.  | 3:30 in the Morning (featuring Virginia Williams – Produit par Timbaland)                     | Timothy Mosley, Missy Elliott | 3:29  |
| 9.  | Drop (featuring Fatman Scoop – Produit par Timbaland)                                         | Timothy Mosley, Isaac Freeman III, Melvin Barcliff | 6:00  |
| 10. | All Y'all (featuring Sebastian et Tweet – Produit par Timbaland)                              | Timothy Mosley, Melvin Barcliff, Charlene Keys, Garland Mosley | 3:57  |
| 11. | Party People (featuring Jay-Z et Twista – Produit par Timbaland)                              | Timothy Mosley, Melvin Barcliff, Shawn Carter, Carl Mitchell | 5:18  |
| 12. | I Am Music (featuring Beck, Aaliyah et Playa – Produit par Timbaland)                         | Timothy Mosley, Stephen Garrett | 3:59  |
| 13. | Cop That Shit (featuring Missy Elliott – Produit par Timbaland)                               | Timothy Mosley, Melvin Barcliff, Dennis Taylor, Edward Archer, Eric Barrier, Freddie Byrd, Howie Thompson, Jack Hill, Jackey Beavers, Lael Williams, Lana Moorer, Missy Elliott, Preston Joyner, William Griffin | 3:33  |
| 14. | Shenanigans (featuring Bubba Sparxxx – Produit par Timbaland)                                 | Timothy Mosley, Melvin Barcliff, Lael Williams, Warren Mathis | 3:46  |
| 15. | N 2 da Music (featuring Brandy – Produit par Timbaland)                                       | Timothy Mosley, Melvin Barcliff, Timothy Clayton | 3:57  |
| 16. | Hold On (featuring Wyclef Jean – Produit par Timbaland)                                       | Timothy Mosley, Melvin Barcliff, Timothy Clayton, Wyclef Jean | 5:04  |
| 17. | Indian Flute (featuring Sebastian et Raje Shwari – Produit par Timbaland)                     | Timothy Mosley, Melvin Barcliff, Garland Mosley, Raje Shwari | 3:21  |

| 1.  | We at It Again (featuring Sebastian et Static Major)   |  |
| 2.  | Lobster & Scrimp (featuring Jay-Z)                     |  |
| 3.  | Drop (featuring Fatman Scoop)                          |  |
| 4.  | All Y'all (featuring Tweet et Sebastian)               |  |
| 5.  | Cop That Shit (featuring Missy Elliott)                |  |
| 6.  | Indian Flute (featuring Sebastian et Raje Shwari)      |  |
| 7.  | Try Again (Aaliyah featuring Timbaland)                |  |
| 8.  | More Than a Woman (Aaliyah featuring Timbaland)        |  |
| 9.  | Cry Me a River (Justin Timberlake featuring Timbaland) |  |
| 10. | Cop That Shit (Behind the Scenes)                      |  |

| 1. | Cop That Shit (featuring Missy Elliott – Produit par Timbaland)           | Timothy Mosley, Melvin Barcliff, Dennis Taylor, Edward Archer, Eric Barrier, Freddie Byrd, Howie Thompson, Jack Hill, Jackey Beavers, Lael Williams, Lana Moorer, Missy Elliott, Preston Joyner, William Griffin | 3:33 |
| 2. | Party People (featuring Jay-Z et Twista – Produit par Timbaland)          | Timothy Mosley, Melvin Barcliff, Shawn Carter, Carl Mitchell | 5:18 |
| 3. | Indian Flute (featuring Sebastian et Raje Shwari – Produit par Timbaland) | Timothy Mosley, Melvin Barcliff, Garland Mosley, Raje Shwari | 3:21 |
| 4. | Drop (featuring Fatman Scoop – Produit par Timbaland)                     | Timothy Mosley, Isaac Freeman III, Melvin Barcliff | 6:00 |